# Fresno
Fresno is een stad in het midden van de Amerikaanse staat Californië en de hoofdplaats (county seat) van Fresno County. De plaats is gelegen in de San Joaquin Valley, dat onderdeel is van de Central Valley, en telde volgens de schatting 527.438 inwoners in 2017. Het is hiermee de grootste stad van de Californische San Joaquin Valley, de 34e stad van het land (achter Tucson en voor Sacramento) en de vijfde van de staat (achter San Francisco en voor Sacramento).

## Naam
Fresno is Spaans voor es en op de vlag van de stad is een blad van de es afgebeeld.

## Geografie

### Topografie
Fresno is gelegen op gemiddeld 94 meter hoogte in de San Joaquin Valley dicht bij het geografische middelpunt van Californië, dat ligt in het aangrenzende Madera County. De plaats ligt 200 kilometer landinwaarts ongeveer 50 kilometer ten westen van de Sierra Nevada. Verder ligt zij ongeveer 320 kilometer noordelijk van Los Angeles en 270 kilometer zuidelijk van Sacramento. Zo'n 100 kilometer noordwaarts bevindt zich Yosemite National Park in de Sierra Nevada.
De grondoppervlakte bedraagt 296,34 km² en de wateroppervlakte 0,73 km² waarmee de totale oppervlakte 297,07 km² is.
Ten noorden van de plaats stroomt de rivier de San Joaquin, die vanaf het het 25 kilometer verderopgelegen Millerton Lake naar het westen gaat.

### Parken

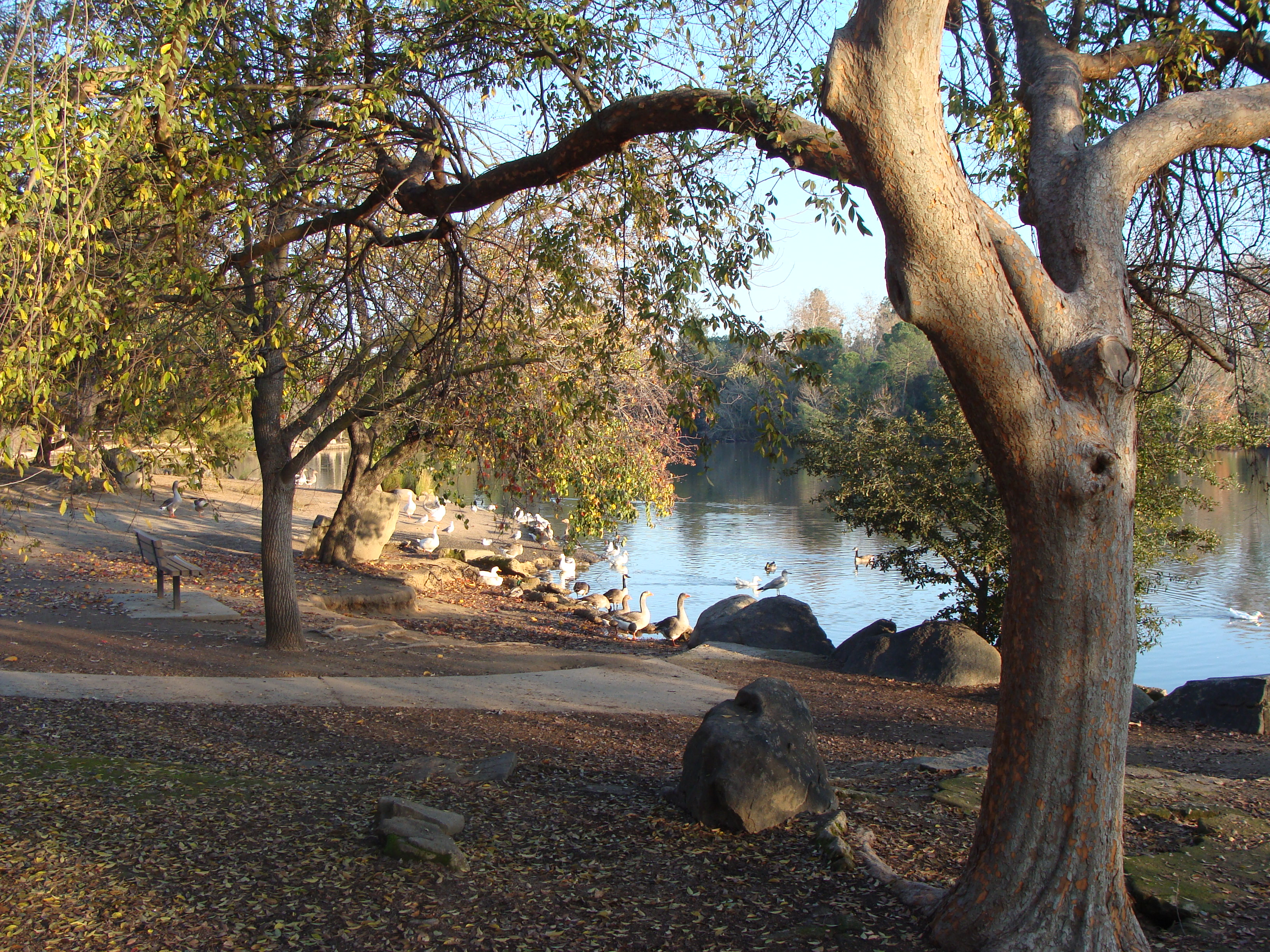
Woodward Park

Fresno telt drie grote parken, waarvan er twee binnen de stadsgrenzen liggen en een in het omliggende gebied ten zuidwesten van de stad. Het Woodward Park is het grootste en gelegen in het noorden bij de San Joaquin en beschikt onder andere over een Japanse tuin, verschillende picknickgebieden en een aantal kilometer wandelpaden. Verder is er ook het Roeding Park nabij het centrum (downtown), dat de dierentuin van Fresno huisvest. In de omgeving ligt tevens Kearney Park met Kearney Mansion.
Volgens een rangschikking van The Trust for Public Land, een organisatie die het landschap beschermt en parken creëert, had Fresno in 2013 het slechtste parksysteem van de 50 meest bevolkte steden in de Verenigde Staten. Hiervoor is gekeken naar de parkgrootte, het percentage van de parkoppervlakte ten opzichte van de totale oppervlakte, de bereikbaarheid, de tijd die de bewoners er doorbrengen en het aantal speeltuinen per 10.000 inwoners.

### Klimaat
De stad heeft een steppeklimaat, BS volgens het systeem van Köppen, met zachte en relatief natte winters en hete en droge zomers. De gemiddelde jaartemperatuur bedraagt 18 graden Celsius en hiermee zit Fresno op de grens tussen een warm (>18 °C) en een koud (<18 °C) steppeklimaat. December is met een gemiddelde temperatuur van 8,2 °C de koudste maand en juli is met een gemiddelde temperatuur van 28,3 °C de warmste maand. In de zomer zijn er veel zonuren, met name in juni en juli waar de zon bijna 14 uur schijnt. Aan de andere kant zijn er in de winter (januari en december) weinig zonuren, namelijk tussen de vier en de vijf uur. Dit komt door de zogenaamde tule fog, een dikke grondmist in de Central Valley die zich vormt van november tot maart na de eerste 'echte' neerslag.
Jaarlijks valt er zo'n 292 millimeter neerslag, wat bij een BS-klimaat past. Het droge seizoen valt in de zomer, in juli en augustus valt er nog geen millimeter neerslag en ook de maanden juni en september zijn redelijk droog. Het regenseizoen duurt van november tot april, waarvan januari de natste maand is met gemiddeld 55,6 millimeter neerslag. In totaal zijn er per jaar gemiddeld 35 regendagen.
| Maand                                                       | jan  | feb  | mrt  | apr  | mei  | jun  | jul  | aug  | sep  | okt  | nov  | dec  | Jaar  |
| ----------------------------------------------------------- | ---- | ---- | ---- | ---- | ---- | ---- | ---- | ---- | ---- | ---- | ---- | ---- | ----- |
| Hoogste maximum (°C)                                        | 25,6 | 26,7 | 30,6 | 37,8 | 41,7 | 43,3 | 45,0 | 44,4 | 41,7 | 37,8 | 32,2 | 25,0 | 45,0  |
| Gemiddeld maximum (°C)                                      | 12,8 | 16,6 | 19,8 | 23,8 | 29,1 | 33,4 | 36,9 | 36,2 | 32,7 | 26,3 | 18,3 | 12,8 | 24,9  |
| Gemiddelde temperatuur (°C)                                 | 8,3  | 11,1 | 13,7 | 16,7 | 21,2 | 25,1 | 28,3 | 27,5 | 24,6 | 18,9 | 12,4 | 8,2  | 18,0  |
| Gemiddeld minimum (°C)                                      | 3,8  | 5,5  | 7,6  | 9,6  | 13,4 | 16,7 | 19,7 | 18,9 | 16,3 | 11,6 | 6,4  | 3,5  | 11,1  |
| Laagste minimum (°C)                                        | −5   | −4,5 | 0,0  | 0,0  | 5,0  | 7,8  | 12,2 | 12,8 | 7,8  | 3,9  | −1,7 | −7,8 | −7,8  |
|                                                             |      |      |      |      |      |      |      |      |      |      |      |      |       |
| Neerslag (mm)                                               | 55,6 | 51,6 | 51,6 | 24,1 | 10,9 | 5,3  | 0,3  | 0,3  | 4,3  | 16,0 | 26,9 | 45,0 | 291,9 |
| Zonuren (uur/dag)                                           | 4,6  | 7,0  | 9,2  | 11,2 | 12,9 | 13,7 | 13,8 | 12,9 | 11,5 | 9,8  | 6,3  | 4,1  | 9,8   |
| Regendagen (dag)                                            | 5,6  | 5,8  | 6,1  | 3,2  | 1,3  | 0,4  | 0,1  | 0,2  | 0,9  | 1,8  | 4,7  | 4,9  | 35    |
| Bron: NOAA (1981-2010) en Hong Kong Observatory (1961-1990) |      |      |      |      |      |      |      |      |      |      |      |      |       |

### Plaatsen in de nabije omgeving
De onderstaande figuur toont nabijgelegen plaatsen in een straal van 24 km rond Fresno.

## Demografie

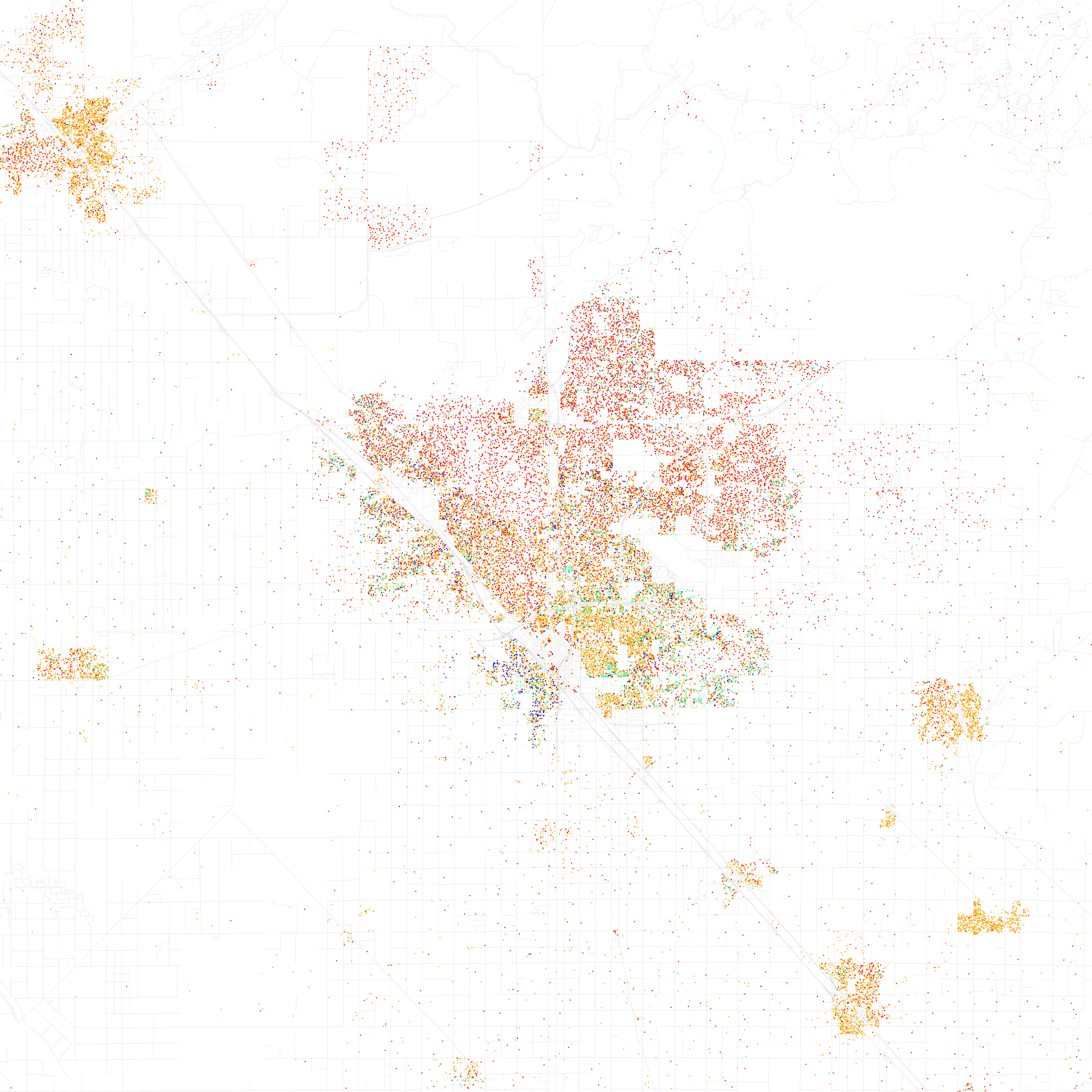
Bevolkingssamenstelling in 2010 (elk puntje staat voor 25 inwoners):
- Rood is blank
- Blauw is zwart
- Groen is Aziatisch
- Oranje is hispanic
- Geel is overig

Fresno is de grootste stad binnen de gelijknamige agglomeratie, die bestaat uit Fresno en Madera County en volgens de schatting in 2012 947.895 inwoners telde. De stad zelf had in dat jaar een geschat inwoneraantal van 505.882. Landelijk gezien is het qua inwoneraantal de 34e stad van het land achter Tucson (526.116) en voor Sacramento (479.686) en binnen Californië is het de vijfde stad achter San Francisco (837.442) en voor Sacramento.
Bij de census van 2010 bedroeg het aantal inwoners 494.665. Ter vergelijking, het aantal van Fresno County was toen 930.450 en dat van de hele staat Californië 37.253.956. Van de bevolking was 9,3% ouder dan 65 en 30,1% jonger dan 18. De rassensamenstelling was toen als volgt; bijna de helft (49,6%) van de bevolking was blank, de indianen (1,7%) en de Afro-Amerikanen (8,3%) vormen samen één tiende, 12,6% was van Aziatische afkomst, 0,2% was afkomstig van de eilanden in de Grote Oceaan en 5% was een combinatie tussen meerdere rassen. Het aantal hispanics bedroeg 232.055, omgerekend 46,9 procent van de bevolking. Zij vormen zelf geen apart ras en kunnen in principe tot elk van de bovengenoemde rassen behoren. Van de hispanics was het grootste deel van Mexicaanse afkomst, namelijk 211.431 personen. Andere herkomstgebieden van de hispanics met meer dan duizend personen zijn Puerto Rico (1.825), El Salvador (1.833) en Spanje (2.954), en uit de overige landen kwamen 10.826 hispanics.
Verder zijn er opvallende groepen Armeense Amerikanen en Hmong Amerikanen in Fresno. Het aantal van de eerste wordt geschat op ruim 6.000. De stad was de eerste belangrijke bestemming voor Armeniërs uit het Ottomaanse Rijk in de Westelijke Verenigde Staten. De immigranten waren voornamelijk actief in de landbouw. Ze hebben ook hun eigen kerk, namelijk de Armeens-apistolische Holy Trinity Church. Het aantal Hmong in de agglomeratie Fresno bedroeg in 2010 ruim 31.000, waarvan zo'n 24.000 in de stad zelf, en daarmee heeft het na Minneapolis-St. Paul de grootste Hmong gemeenschap van het land.

### Bevolkingsontwikkeling

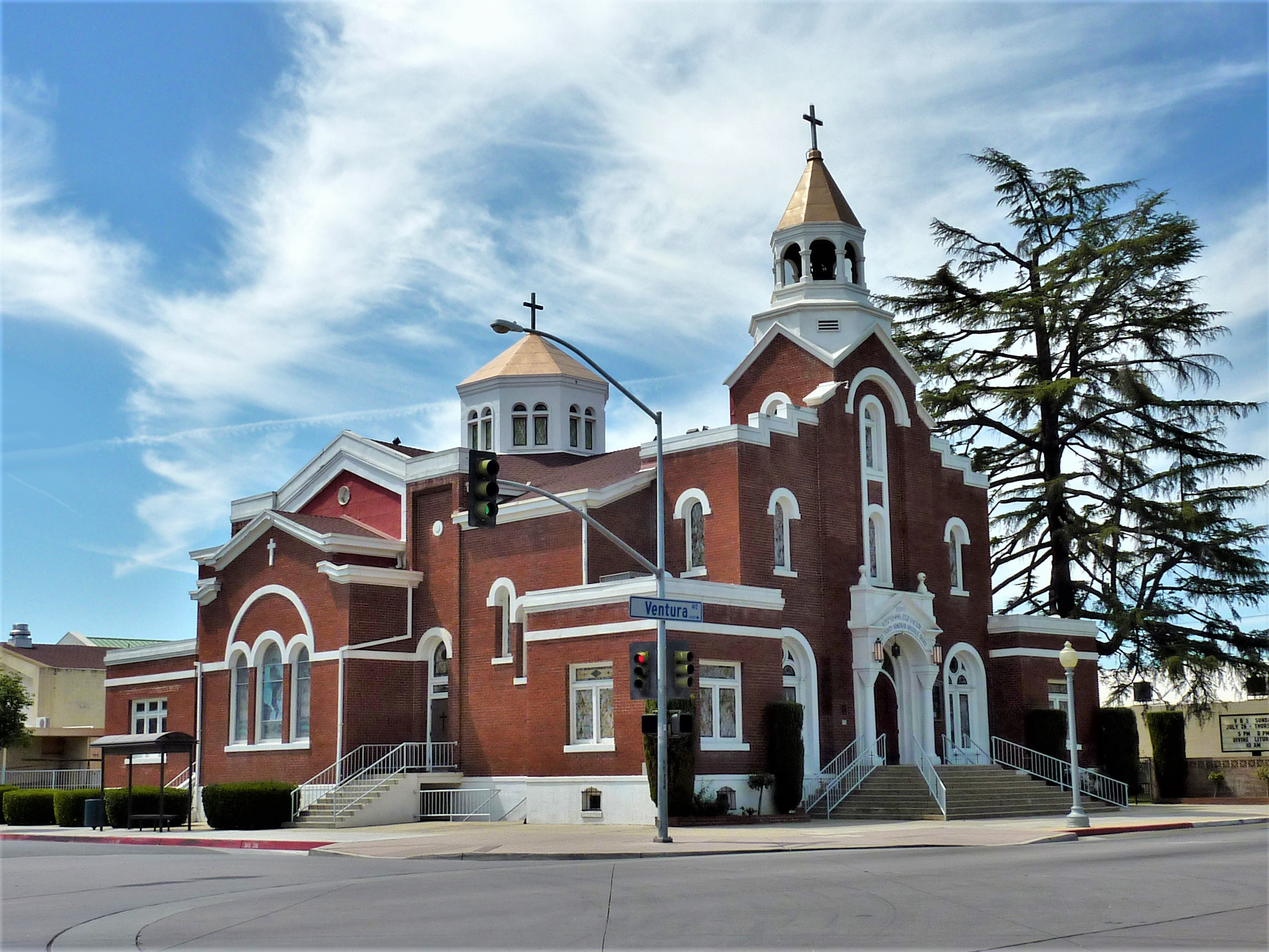
De Holy Trinity Church

Zo'n 20 jaar na de stichting van Fresno in 1872 bedroeg de bevolking bij de census van 1890 10.818 inwoners. In de daarop volgende 10 jaar steeg het inwoneraantal naar 12.470 en in 1910 was de bevolking verdubbeld naar 24.892 inwoners. De bevolking bleef na 1920 groeien met ongeveer 15% per decennium en dit duurde tot de jaren 40. Tussen 1950 en 1960 werd het inwoneraantal van 100.000 gehaald en in 1960 stond de stad voor het eerst tot op de lijst van 100 grootste steden in de Verenigde Staten op plaats 91. In 1970 stond Fresno op plek 83 met 165.972 inwoners en binnen 10 jaar was de grens van 200.000 bereikt. Van 1980 tot 1990 nam de bevolking sterk toe met meer dan honderdduizend personen en na 1990 groeide het aantal inwoners naar 427.652 bij de census van 2000 en naar 494.665 in 2010.
Grafiek van de bevolkingsontwikkeling vanaf 1890

### Religie
Van de totale bevolking is ongeveer de helft gelovig (51,70%), in vergelijking met het gehele land is dit een paar procent hoger. Het merendeel van de gelovigen is christelijk en de meeste mensen daarvan zijn katholiek (31,82%). De hoofdkerk van het Bisdom Fresno, St. John's Cathedral, bevindt zich in de stad. Andere christelijke groepen zijn de pinksterbeweging (4,21%), baptisten (3,53%), mormonen (2,32%), methodisten (0,84%), lutheranen (0,66%), presbyterianen (0,63%), episcopalen (0,03%) en overige stromingen (6,01%), waaronder de Armeens-Katholieke Kerk en de Armeens-Apostolische Kerk. Opvallend is dat er relatief veel katholieken en leden van de pinksterbeweging wonen en weinig baptisten, episcopalen en lutheranen vergeleken met het landelijk gemiddelde. Andere vertegenwoordigde religies zijn het jodendom (0,12%), de islam (0,31%) en de oosterse religies (1,24%).

## Politiek

### Burgemeester
De huidige burgemeester van Fresno is Jerry Dyer (sinds 2021).

## Cultuur

### Sport
De honkbalclub van de Fresno Grizzlies komt uit in de Pacific Coast League en speelt net als de (amateur-)voetbalclub Fresno Fuego de thuiswedstrijden in Chukchansi Park.

## Bezienswaardigheden

### National Register of Historic Places
Fresno en de directe omgeving van de stad tellen 30 inschrijvingen in het National Register of Historic Places. Hieronder volgt een overzicht.
| Monument                                        | Bouwjaar                 | Adres                                    | Afbeelding         |
| ----------------------------------------------- | ------------------------ | ---------------------------------------- | ------------------ |
| Bank of Italy                                   | 1917                     | 1001 Fulton Mall                         |                    |
| H. H. Brix Mansion                              | 1911                     | 2844 Fresno Street                       |                    |
| Einstein Home                                   | 1912                     | 1600 M Street                            |                    |
| Forestiere Underground Gardens                  | 1906 – 1946              | 5021 W. Shaw Avenue                      |                    |
| Fresno Bee Building                             | 1922                     | 1555 Van Ness Avenue                     |                    |
| Fresno Brewing Company                          | 1907                     | 100 M Street                             |                    |
| Fresno City College Old Administration Building | 1916                     | 1101 University Avenue                   |                    |
| Fresno County Hall of Records                   | 1935 – 1937, 1954 – 1955 | 2281 Tulare Street                       |                    |
| Fresno Republican Printery                      | 1919                     | 2130 Kern Street                         |                    |
| Fresno Sanitary Landfill                        | 1937                     | West & Jensen Avenues                    |                    |
| Holy Trinity Church                             | 1914                     | 2226 Ventura Street                      |                    |
| Hotel Californian                               | 1923                     | 851 Van Ness Avenue                      |                    |
| Kearney Mansion                                 | 1903                     | 7160 W. Kearney Boulevard                |                    |
| Kindler Home                                    | 1929                     | 1520 E. Olive Avenue                     |                    |
| Maubridge Apartments                            | 1911                     | 2344 Tulare Street                       |                    |
| Fresno Memorial Auditorium                      | 1936                     | 2425 Fresno Street                       |                    |
| Thomas R. Meux Home                             | 1889                     | 1007 R Street                            |                    |
| Old Fresno Water Tower                          | 1894                     | 2444 Fresno Street                       |                    |
| Pantages Theatre                                | 1929                     | 1400 Fulton Street                       |                    |
| Physicians Building                             | 1926                     | 2607 Fresno Street                       |                    |
| Rehorn Home                                     | 1906                     | 1050 S Street                            | Afbeelding gewenst |
| Romian Home                                     | 1905                     | 2055 San Joaquin Street                  | Afbeelding gewenst |
| San Joaquin Light & Power Corporation Building  | 1924                     | 1401 Fulton Street                       |                    |
| Santa Fe Hotel                                  | 1926                     | 935 Santa Fe Avenue                      |                    |
| Santa Fe Passenger Depot                        | 1899                     | 2650 Tulare Street                       |                    |
| Southern Pacific Railroad Depot                 | 1889                     | 1713 Tulare Street                       | Afbeelding gewenst |
| Tower Theatre                                   | 1939                     | 1201 N. Wishon                           |                    |
| Twining Laboratories                            | 1930                     | 2527 Fresno Street                       |                    |
| Warehouse Row Buildings                         | 1903, 1909, 1910         | 702 P Street, 764 P Street, 754 P Street | Afbeelding gewenst |
| Y. W. C. A. Residence Hall                      | 1922                     | 1660 M Street                            |                    |

## Onderwijs

### Hoger onderwijs
De stad huisvest een van de 23 openbare campussen van de California State University, namelijk de Fresno State University. De universiteit ligt in het noordoosten van de stad en heeft ongeveer 25.000 studenten.

## Verkeer en vervoer

### Wegen

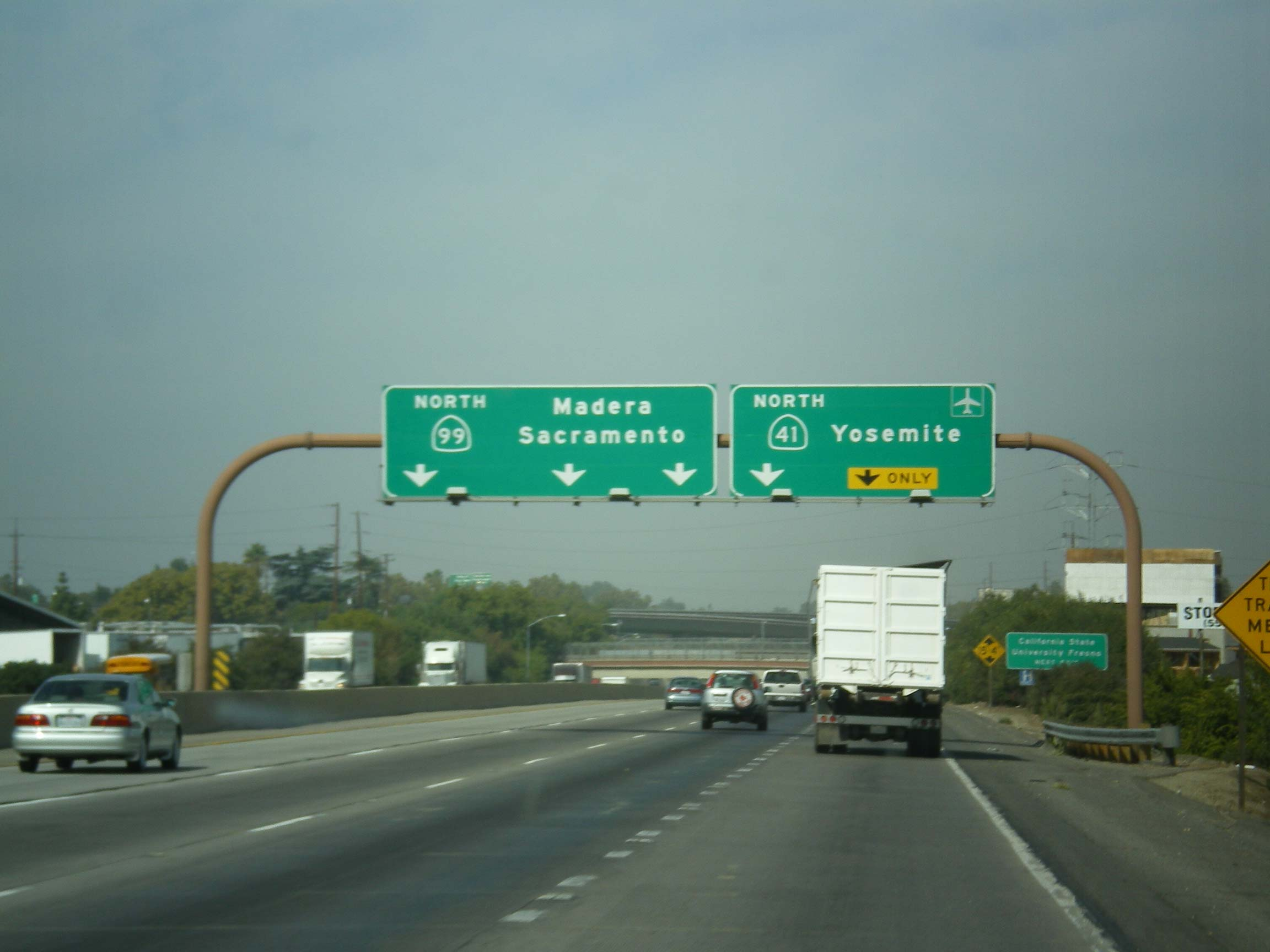
De CA 99 bij het knooppunt met de CA 41

Fresno is de grootste Californische plaats die niet aan een interstate ligt, maar het is wel een knooppunt voor een aantal state highways, waarvan de California State Route 99 de belangrijkste is. Deze weg loopt van noord naar zuid door de Central Valley en verbindt de stad met onder andere Sacramento en Modesto in het noorden en Bakersfield in het zuiden. Hier kruist de CA 99 de CA 41 en de CA 180. De CA 41, die in Morro Bay bij de Grote Oceaan begint, komt vanuit Lemoore in het zuiden de plaats binnen en kruist als eerst de 99 en vervolgens de 180 om dan verder naar het noorden te gaan richting Yosemite. De CA 180 loopt van Mendota in het westen via Fresno naar Kings Canyon National Park in het oosten. De weg kruist in de stad van west naar oost de 99, de 41 en als laatst de 168. Deze weg begint iets ten westen van het centrum en leidt naar het noordelijker gelegen Huntington Lake in de Sierra Nevada. Het vormt een verbinding met onder meer de voorstad Clovis.
Het busvervoer in de stad wordt bediend door het vervoersbedrijf Fresno Area Express en in 2013 maakten ruim 12 miljoen passagiers gebruik van de vaste buslijnen.

### Spoor

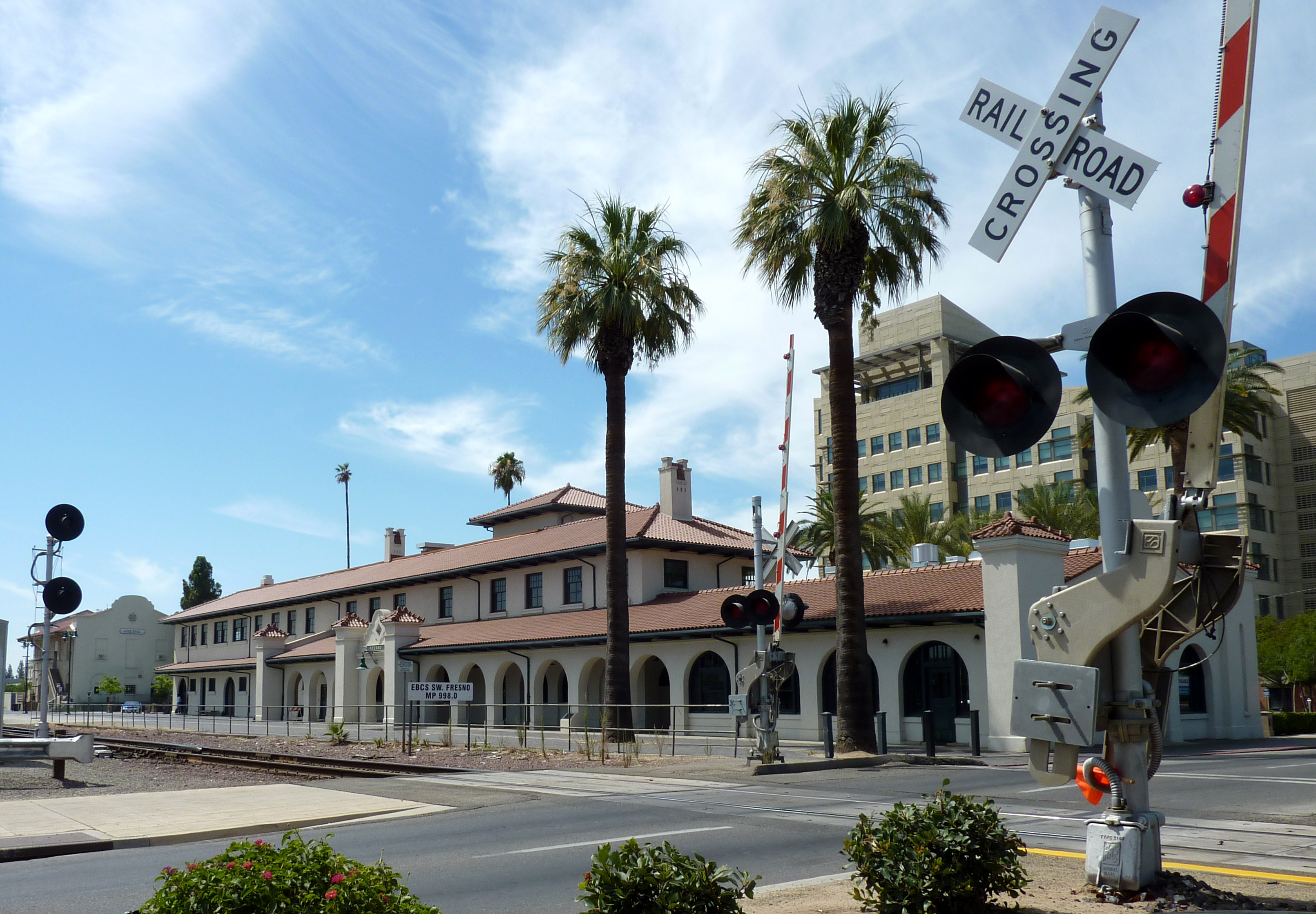
Het Santa Fe Passenger Depot

Het hoofdstation voor personenvervoer van de stad is het Santa Fe Passenger Depot, waar de San Joaquins van Amtrak stoppen. Door Fresno rijden zowel de goederentreinen van BNSF Railway als die van Union Pacific Railroad. Verder is het de bedoeling dat de plaats aan de California High-Speed Rail komt te liggen.

### Luchtverkeer
De Internationale luchthaven van Fresno Yosemite regelt de lijndiensten van en naar de stad en vervoerde in 2013 zo'n 1,2 miljoen passagiers. Het ligt in het oosten van de stad bij de CA 168 en de CA 180. Het is verder een belangrijk vliegveld voor het transport van goederen vanuit de San Joaquin Valley naar de rest van de Westelijke Verenigde Staten en daarnaast wordt het ook gebruikt voor militaire doeleinden.
Fresno Chandler Executive Airport ligt 3 kilometer ten zuidwesten van het centrum en is een van de oudste actieve vliegvelden van de staat. Het verkeer bestaat niet uit lijndiensten, maar uit algemene luchtvaart. Verder is er Sierra Sky Park Airport in het noordwesten van Fresno, dat een particulier vliegveld is, maar wel passagiers vervoert via general aviation-vluchten.

## Stedenbanden
Fresno heeft 6 actieve stedenbanden met:
- Afula (Israël)
- Edzjmiatsin (Armenië)
- Kochi (Japan)
- Münster (Duitsland)
- Torreón (Mexico)
- Verona (Italië)

## Geboren in Fresno
- Harry Prieste (1896–2001), Armeens-Amerikaans schoonspringer
- William Saroyan (1908-1981), schrijver
- Mae Laborde (1909-2012), actrice
- Frank Thomas (1912-2004), striptekenaar
- Duane Carter (1913-1993), autocoureur
- Lee Cronbach (1916-2001), psycholoog
- Kirk Kerkorian (1917-2015), ondernemer
- Bill Vukovich (1918-1955), autocoureur
- Samuel Lee (1920-2016), schoonspringer
- Johnny Baldwin (1922-2000), autocoureur
- Sam Peckinpah (1925-1984), filmregisseur
- Mike Connors (1925-2017), acteur (Mannix)
- Steve White (1925-2005), saxofonist en klarinettist
- Sid Haig (1939–2019), acteur
- James van Hoften (1944), astronaut
- Tom Franklin (1950), pokerspeler
- Barbara Morgan (1951), astronaute
- Steven Zaillian (1953), filmregisseur, scenarist en producer
- Timmy T (1967), zanger
- Gary Jules (1969), zanger
- J.P. Manoux (1969), acteur, stemacteur en filmregisseur
- Christopher Gorham (1974), acteur
- Kevin Federline (1978), rapper en danser
- Carson Palmer (1979), American football-quarterback
- Raquel Kops-Jones (1982), tennisster
- Kevin Chappell (1986), golfer
- Bee Vang (1991), acteur
- Miranda Rae Mayo (1990), actrice
- Nicole Row (1991), basgitariste